# Lijst van burgemeesters van Klemskerke
Dit is een lijst van de burgemeesters van de Belgische gemeente Klemskerke (waar ook De Haan toe behoorde), die in 1977 fuseerde met Vlissegem en Wenduine, onder de naam De Haan.
- Cornelius De Wynter (5de jaar van de Franse republikeinse kalender)
- Pieter Kempinck (7de jaar van de Franse republikeinse kalender)
- Andries Geersens (8ste jaar van de Franse republikeinse kalender)
- J. B. D'Hoedt (1809-1812)
- Jean Martens (1813-1815)
- Michel Dumon (1815-1827)
- Jacobus Goethals (1827-1830)
- Philippus Van Parys (20 november 1830  - 1835)
- Philippus Van Loo (29 januari 1836 - 12 oktober 1860)
- Philippus Mahieu (28 juni 1861 - 28 december 1863)
- Petrus Mermuys (20 mei 1864 - 14 januari 1884)
- Josephus Maelfeyt (1 december 1884 - 16 mei 1890)
- Pieter Soetaert (14 januari 1891 - 5 april 1912)
- Henri Pittery (22 mei 1912 - 11 december 1932)
- Petrus Rotsaert (17 juni 1932 - 2 december 1940)
- Maurits Vandercruysse (23 mei 1941 - 27 juli 1944)
- Camiel Piessen (19 maart 1948 - 15 januari 1959)
- Leon Beirens (26 februari 1959 - 21 februari 1966)
- Maurits Haeghebaert (21 februari 1966 - 31 december 1976)

Na de fusie werd Marcel Meyers de 1ste burgemeester (1977-1985) van De Haan.